# Dušan Simić
Dušan Simić (cyr. Душан Симић; ur. 22 lipca 1980 w Kragujevacu) – serbski piłkarz, grający na pozycji centralnego defensywnego pomocnika.

## Kariera piłkarska

### Kariera klubowa
Występował w klubie OFK Beograd, skąd podczas przerwy zimowej sezonu 2001/02 przeszedł do Karpat Lwów. 21 kwietnia 2002 zadebiutował w koszulce Karpat. Latem 2003 został wypożyczony do południowokoreańskiego klubu Busan Icons. W lutym 2004 po zakończeniu wypożyczenia powrócił do Karpat, skąd przeszedł do Węgrów Békéscsaby. Potem bronił barw klubów rumuńskiej Ceahlăul Piatra Neamț i FC Brașov. Latem 2007 powrócił do Serbii, gdzie został piłkarzem FK Vlasina Vlasotince.